# مستشفى سانت توماس
مستشفى سانت توماس هو مستشفىً تعليمي كبيرٌ تابعٌ لهيئة الخدمات الصحية الوطنية في وسط لندن بإنجلترا. يُمكن الوصول إلى مستشفى سانت توماس من محطة مترو ويستمنستر (10 دقائق سيرًا على الأقدام عبر جسر ويستمنستر)، ومحطة واترلو (مترو الأنفاق والسكك الحديدية الوطنية، أيضًا خلال 10 دقائق سيرًا على الأقدام)، ومحطة مترو أنفاق لامبيث الشمالية (10 دقائق سيرًا على الأقدام).